# Commission du service public du Missouri
Pour les articles homonymes, voir Commission des services publics.

Commission du service public du Missouri.

La Commission du service public du Missouri (en anglais : Missouri Public Service Commission, MPSC) régule les télécommunications, l'électricité, le gaz naturel, l'eau potable et les égouts dans l'État du Missouri.
La commission est composée de cinq commissaires nommés par le gouverneur.